# Irura
Irura est une commune du Guipuscoa dans la communauté autonome du Pays basque en Espagne.

### Sources
- (es) Cet article est partiellement ou en totalité issu de l’article de Wikipédia en espagnol intitulé « Irura » (voir la liste des auteurs).